# Produktivkraft
Der Begriff Produktivkraft entstammt der marxistischen Wirtschaftstheorie. Als Produktivkräfte werden alle natürlichen, technischen, organisatorischen und geistig-wissenschaftlichen Ressourcen bezeichnet, die der Gesellschaft zur Produktion von Gütern und Dienstleistungen zur Verfügung stehen. Nach dem Gesetz der Übereinstimmung der Produktionsverhältnisse mit dem Charakter der Produktivkräfte stehen sie in einem dialektischen Verhältnis zu den Produktionsverhältnissen, mit denen sie gemeinsam eine historisch spezifische Produktionsweise bilden.
„Während in der Hegel’schen Geschichtsphilosophie der universalhistorische Fortschritt, durch die ‚Arbeit des Geistes‘ vorangetrieben, sich in einer Zunahme des ‚Bewusstseins der Freiheit‘ manifestiert, bemisst Marx diesen Fortschritt, vorangebracht durch die gesellschaftliche Arbeit, an der geschichtlichen Entwicklung der Produktivkräfte und der mit diesen in dialektischem Zusammenhang stehenden Produktionsverhältnisse.“
Die wichtigsten Produktivkräfte sind
1. die Menschen, besonders ihre Fähigkeiten, Fertigkeiten und Erfahrungen,
2. die Technologie und Organisation der Produktion,
3. die Produktionsmittel mit den Arbeitsgegenständen (wie Rohstoffe) und die Arbeitsmittel (wie Maschinen) und
4. das gesellschaftliche Wissen, insbesondere auch die Wissenschaft.

Aus der klassischen Nationalökonomie – dem Vorläufer der modernen Volkswirtschaftslehre – ist der sehr viel enger gefasste und deshalb nicht als Synonym zu verstehende Begriff „Produktionsfaktoren“ geläufig.
Im ersten Band des Kapital charakterisiert Karl Marx die Produktivkräfte als „durch mannigfache Umstände bestimmt, unter anderem durch den Durchschnittsgrad des Geschickes der Arbeiter, die Entwicklungsstufe der Wissenschaft und ihrer technologischen Anwendbarkeit, die gesellschaftliche Kombination des Produktionsprozesses, den Umfang und die Wirkungsfähigkeit der Produktionsmittel, und durch Naturverhältnisse“.
In der Deutschen Ideologie von 1845/46, hrsg. 1932, ging Marx zusammen mit Friedrich Engels davon aus, dass „jede neue Produktivkraft, sofern sie nicht eine bloß quantitative Ausdehnung der bisher schon bekannten Produktivkräfte ist (z. B. Urbarmachung von Ländereien)[…] eine neue Ausbildung der Teilung der Arbeit zur Folge“ habe. Wobei „die jedesmalige Stufe der Teilung der Arbeit […] auch die Verhältnisse der Individuen zueinander in Beziehung auf das Material, Instrument und Produkt der Arbeit“, sprich die Produktionsverhältnisse bestimme (Marx/Engels, Die deutsche Ideologie in: MEW Bd. 3, 1990, S. 22). Mit steigender Produktivkraft der Arbeit würden die bestehenden Produktionsverhältnisse zu „Fesseln“ dieser. Im Kommunistischen Manifest beschreiben Marx und Engels diesen Prozess rückblickend auf die Aufhebung des Feudalismus: Die Produktionsverhältnisse „hemmten die Produktion, statt sie zu fördern. Sie verwandelten sich in ebensoviele Fesseln. Sie mußten gesprengt werden, sie wurden gesprengt.“
Zitat:
- Die Entwicklung der Produktivkräfte der gesellschaftlichen Arbeit ist die historische Aufgabe und Berechtigung des Kapitals. Karl Marx, Marx-Engels-Werke 25, Kapital III, S. 269